# Oracabessa
Oracabessa är en ort i Jamaica.   Den ligger i parishen Parish of Saint Mary, i den nordöstra delen av landet, 50 km norr om huvudstaden Kingston. Oracabessa ligger 42 meter över havet och antalet invånare är 4 100. Den ligger på ön Jamaica.
Terrängen runt Oracabessa är huvudsakligen kuperad, men åt nordost är den platt. Havet är nära Oracabessa norrut. Runt Oracabessa är det ganska tätbefolkat, med 172 invånare per kvadratkilometer. Närmaste större samhälle är Ocho Rios, 16,7 km väster om Oracabessa. 